# Vladislav (okres Třebíč)
Vladislav (Duits: Wladislau) is een Moravische vlek (městys) in de Tsjechische regio Vysočina, en maakt deel uit van het district Třebíč. Vladislav telt 1194 inwoners (2023).

## Geschiedenis
- 1104 – De eerste schriftelijke vermelding van Vladislav.
- 2006 – De gemeente Vladislav krijgt (opnieuw) de status vlek.[1]

## Fotogalerij

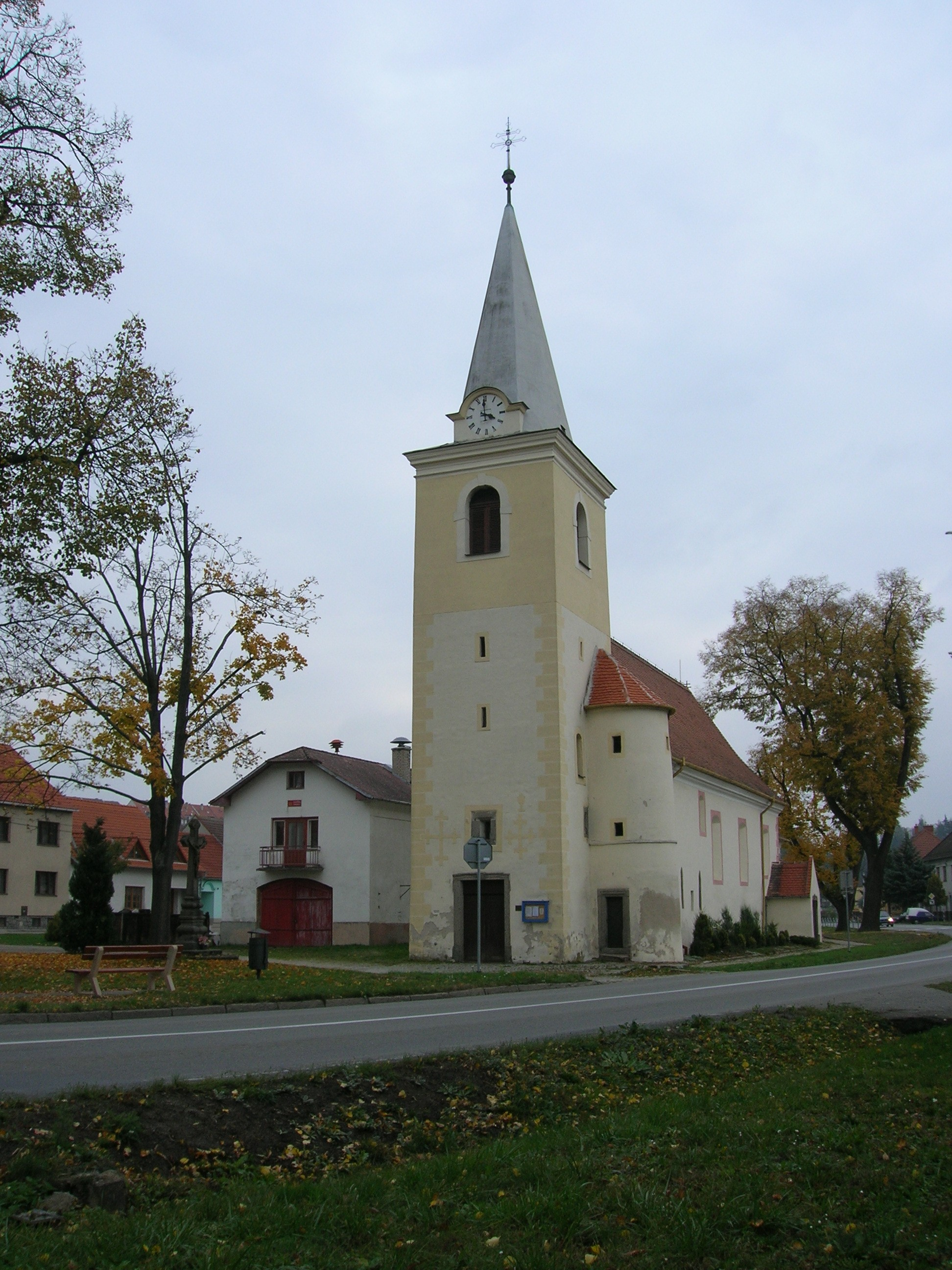
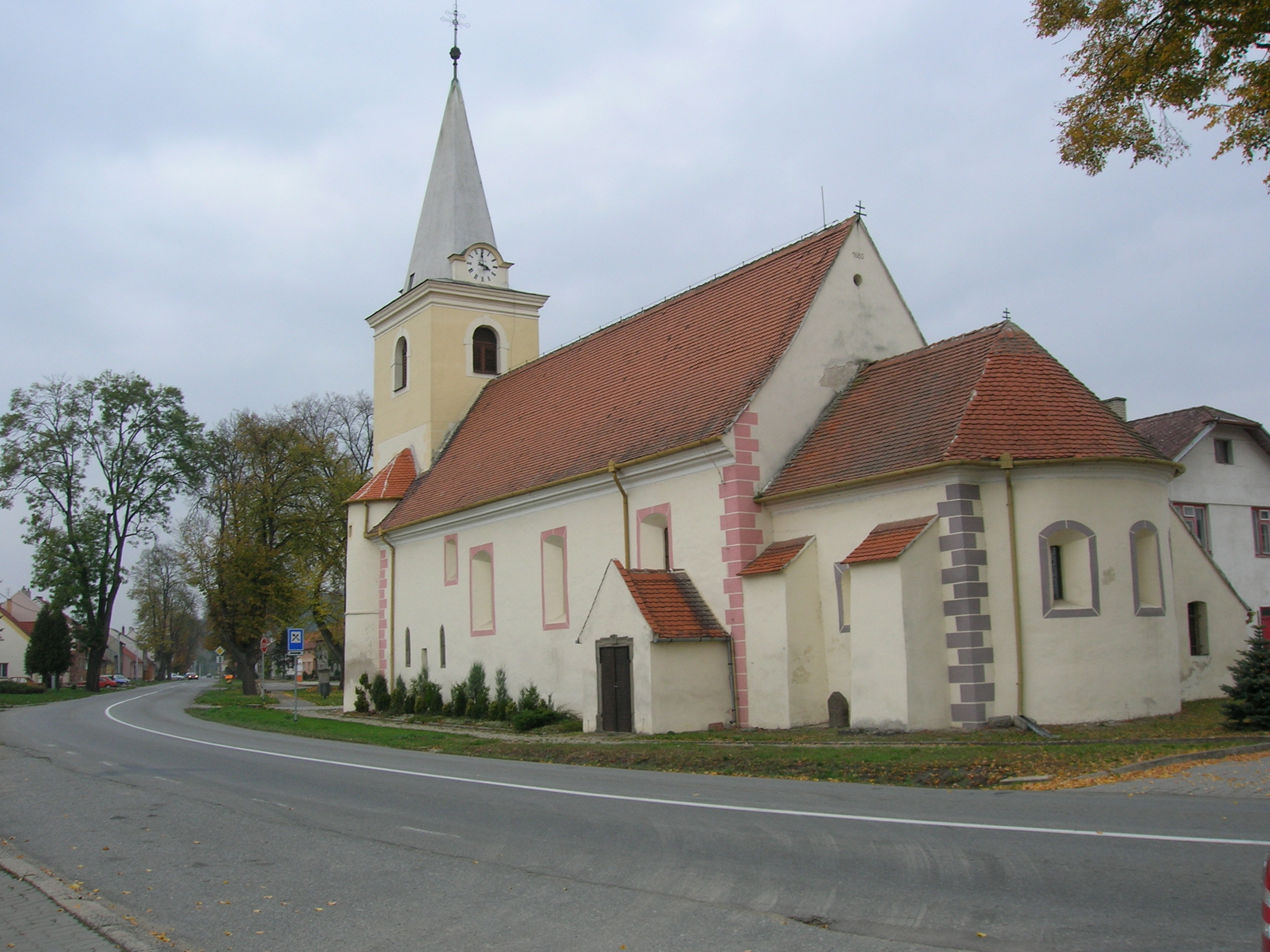
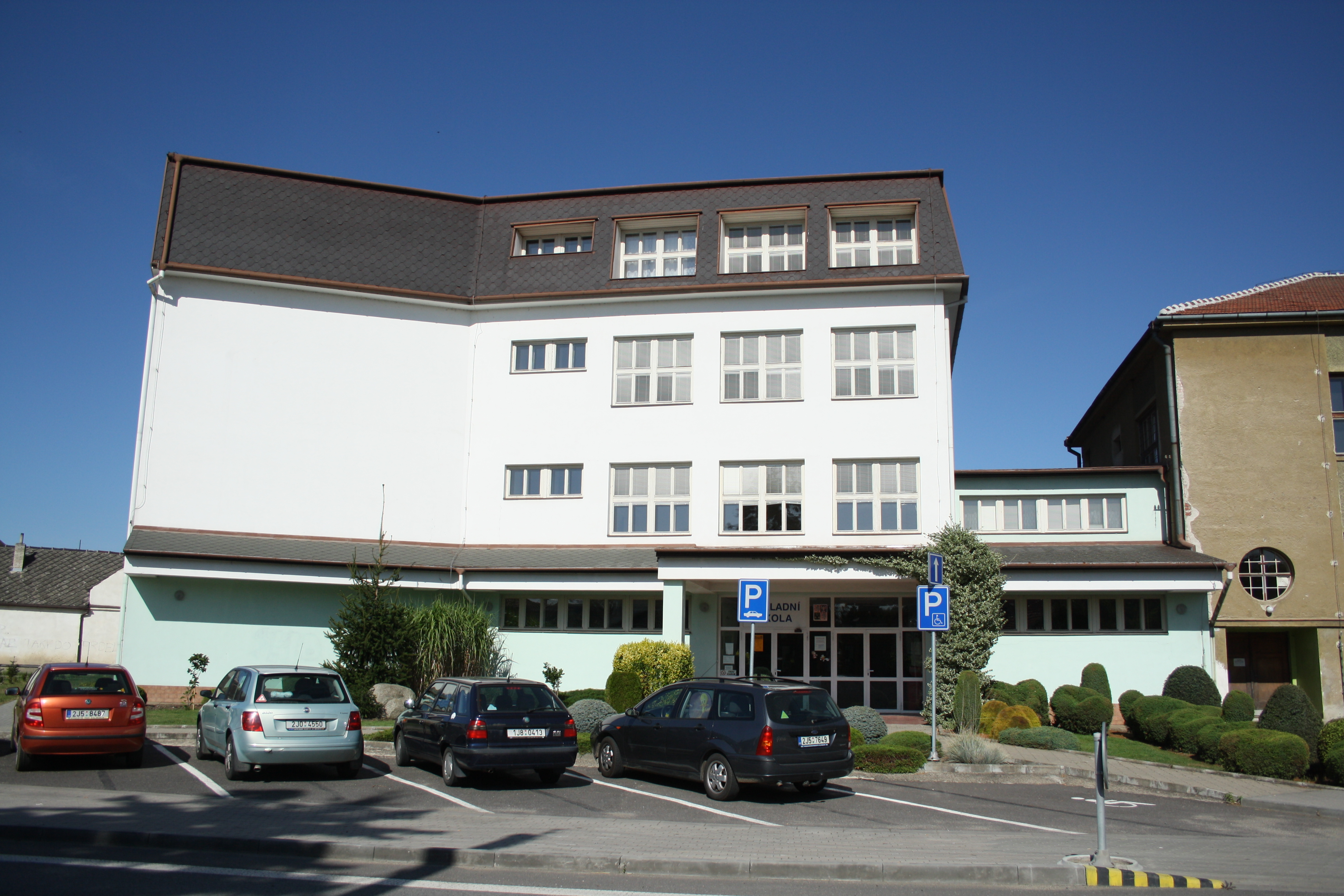
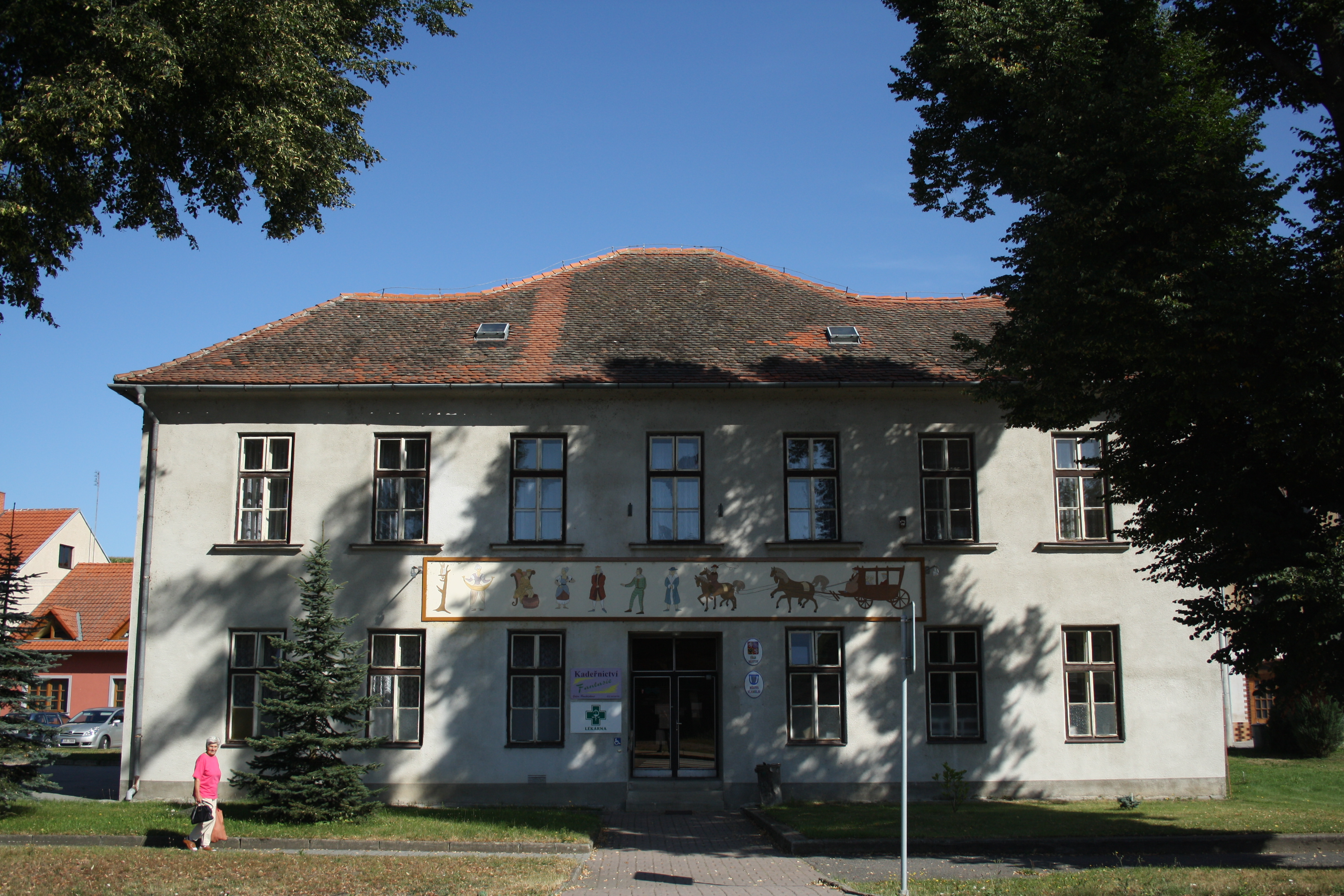
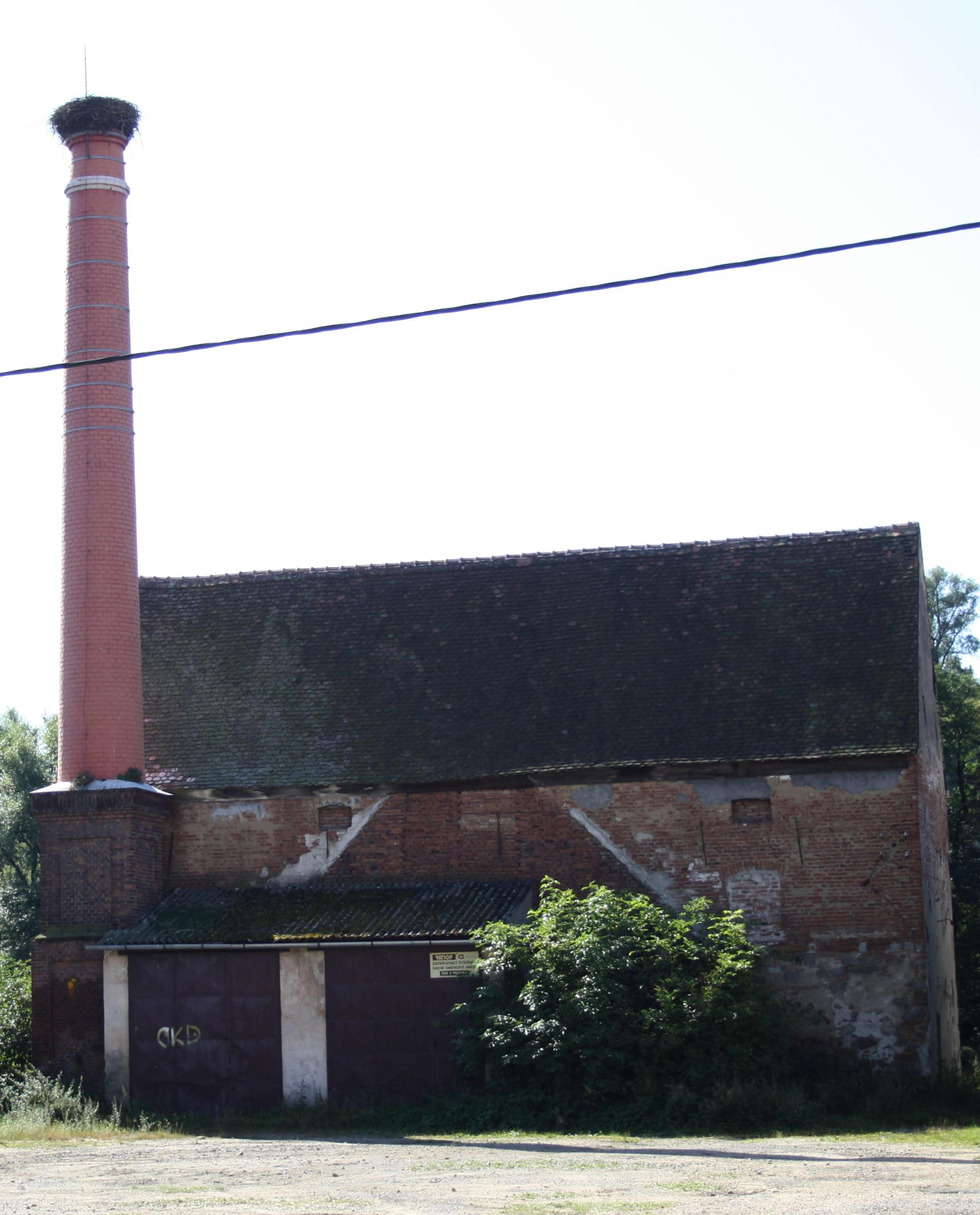